# Arctopsyche vietnamensis
Arctopsyche vietnamensis är en nattsländeart som beskrevs av Wolfram Mey 1997. Arctopsyche vietnamensis ingår i släktet Arctopsyche och familjen ryssjenattsländor. Inga underarter finns listade i Catalogue of Life.